# 김정흠
김정흠(金貞欽, 1927년 4월 20일 ~ 2005년 10월 2일)은 대한민국의 물리학자 겸 저술가이며 과학평론가, 교육평론가, 수필가이다. 본관은 배천(白川)이다.

## 대표 경력
- 고려대학교 명예교수 겸 선문대학교 석좌교수

## 별칭
호(號)는 정호(靜湖), 백초(白草)

## 학력
- 평안북도 용천보통학교
- 평안북도 신의주고등보통학교
- 중국 베이징 대학 교육학과 중퇴
- 서울대학교 물리학과 학사
- 서울대학교 대학원 물리학과 이학석사
- 미국 로체스터 대학교 대학원 물리학과 이학박사

## 주요 경력
- 1953 ~ 1992 고려대학교 물리학과 교수
- 1982 ~ 1988 한국과학저술인연합회 회장
- 1985 ~ 1987 한국물리학회 회장
- 1989 ~ 2003 한국문예학술저작권협회 회장

## 생애
그는 한국 1세대 물리학자이자, 과학의 대중화를 위해 많은 과학 서적이나 관련 칼럼 등을 집필하고 과학관련 어린이 프로그램에도 출연하며 노력을 기울인 학자. 과학자 양성에 힘을 기울였으며, 한국물리학회의 창립을 주도하였고, 학계에서는 원자핵 구조와 핵반응기구 연구 분야에 큰 업적을 남겼다.
평안북도 용천에서 출생하였으며 지난날 한때 경상남도 김해를 거쳐 경상북도 경주에서 잠시 유아기를 보낸 있고 그 후 황해도 배천에서 잠시 유년기를 보낸 적이 있는 그는 훗날 중국 베이징 대학 교육학과에 다니다가 중퇴하고 1946년 귀국하여 1951년 서울대학교 물리학과에서 학사 학위를 취득하고 1953년 동 대학원에서 석사 학위를 받은 뒤, 1961년 미국 로체스터 대학교 대학원에서 양자역학으로 이학박사 학위를 받았다.
1963년부터 1992년까지 고려대학교 물리학과 교수로 재직하였으며, 퇴임 후 고려대학교 물리학과 명예교수 겸 선문대학교 물리학과 석좌교수로 재직했다.

### 과학의 대중화
1960년대부터 꾸준히, 40여 년에 걸쳐 매년 20-30여 회의 대중 매체 기고를 통해 첨단 과학기술을 쉽게 풀이하여 대중의 과학 이해를 도왔다. 1980년대에는 연 평균 200자 원고지 4,000~6,000매, 많은 해에는 8,300매에 이르는 과학 기사를 쎴다. '미래의 세계', '기술의 발달', '자연과학개론' 등을 포함하여 40여 권의 저서를 발표했다. 과학 대중화를 위한 헌신은 국가적으로 인정을 받아 1972년에는 대한민국과학기술상(국무총리상)을, 1983년에는 국민훈장 동백장을 수상했으며, 2002년에는 대한민국과학기술훈장(혁신장)을 받았다. 과학을 대중에게 친근하게 전달한 만큼, 1970~80년대 KBS TV와 교육방송 라디오 등의 다양한 프로그램에 고정 패널로 출연하여 학생과 시민들에게 과학의 발전상을 해설했다. 각지에서 강연 요청도 쇄도하여, 1980~90년대에는 연간 평균 100여 회의 강연을 다니기도 했다.
여러 정부위원회에 참여하여 과학문화 진흥과 확산을 위한 정책을 수립하는 데에 실질적으로 기여했으며, 대통령 직속 교육개혁심의위원회 위원으로서 초중고 교과과정에 컴퓨터를 포함시킬 것을 주장했고, 문교부가 이를 받아들였다.

### 한국 물리학계 기여
1967년에는 물리학회 편집위원장으로서 영문 학술지인 Journal of Korean Physics Society의 창간을 단행했고, 1972년부터 1982년까지는 10년 동안 학회 산하 물리학 용어 심의위원장을 맡아 『물리학용어집』의 간행을 주도했다. 그리고 1985년부터 1987년까지 한국물리학회 제11대 회장으로 봉직하며 학회의 운영을 개선하고 물리학 실험교재를 편찬하는 등의 업적을 남겼다.
1977년 한국과학기술저작인연합회 창립을 주도했고, 연합회의 초대 부회장(1977~1982)과 제2대 회장(1982~1988)을 역임했다. 한국과학저술인연합회의 활동은 지적재산권에 대한 관심으로도 이어졌다. 사단법인 한국문예학술저작권협회의 창립 부회장(1984-1989)과 회장(1989-2003)을 역임하면서 지적재산권 제도를한국에 받아들이는 데에도 기여했다.
1996년 1월부터 3월까지 자유민주연합 과학교육행정특임위원을 지냈다.
2005년 5월, 뇌종양으로 병원에 입원해 치료받던 중 10월 2일 타계했다. 향년 79세.

## 저서
- 《미래의 세계》(1982)
- 《미래의 바다》(1985)
- 《재미있는 미래여행》(1990)
- 《우주문답여행》(1992)
- 《재미있는 과학여행》(1993)
- 《재미있는 컴퓨터여행》(1993)
- 《중·고생을 위한 해양과학이야기》(2001)

## 상훈
- 국민훈장 동백장(1983)
- 서울특별시문화상(1991)
- 과학기술훈장 혁신장(2002)
- 대한민국과학기술상
- 국무총리상
- 대통령상

## 참고자료
대한민국 과학기술유공자 홈페이지 
과학대중화에 앞장 선 국민과학자 '김정흠'

## 인간 관계
- 천문학자 조경철 박사와 절친한 친구 관계였다.

## CF
- 물리학회 회장 재임 당시(1987년) 삼성 SPC-1500
- 1988년 동아출판사(동아출판) 동아원색대백과사전
- 1991년 재능교육
- 1996년 나이키 (박찬호와 공동출연)